# 东岗镇 (抚松县)
东岗镇，是中华人民共和国吉林省白山市抚松县下辖的一个乡镇级行政单位。

## 行政区划
东岗镇下辖以下地区：
松山村、果松村、大碱场村、小山村、新华村、沿江村和两江村。